# Solveig Wiik
Solveig Wiik, född 1908 i Sortland, död 2001, var en norsk målare.
Wiik var utbildad vid Statens håndverks- og kunstindustriskole, Statens Kunstakademi och Scuola del Mosaico i Ravenna. Hon influerades av Per Krohg, Jean Heiberg och Axel Revold samt av sina resor, både i Norge och i utlandet.
Nordland är ett återkommande motiv i Wiiks landskapsmålningar. Hon utförde en monumental mosaik för Statens Landbrukstekniske Institutt i Sortland (1969) och är bland annat representerad i Oslo kommuns konstsamlingar samt på Nordnorsk Kunstmuseum i Tromsø.